# Gary Owen
Gary Owen (Tumble, 1929 – Brisbane, 1995) è stato un giocatore di snooker gallese, professionista dal 1968 al 1979.